# Ultrafiltrazione renale
L'ultrafiltrazione Renale è un processo passivo che separa dal sangue una soluzione elettrolitica priva di elementi figurati e proteine che si porta all'interno della capsula di Bowman dopo aver attraversato la cosiddetta barriera di ultrafiltrazione.

## Meccanismo
Il processo di ultrafiltrazione è un processo che risponde unicamente a forze pressorie del flusso sanguigno, non a gradienti di concentrazione.
Secondo l'Ipotesi di Starling-Landis infatti il volume filtrato (VFG) attraverso un capillare è descrivibile come
{\displaystyle VFG=Kf*Pnetta}

## Barriera di ultrafiltrazione
Membrana composta dall'endotelio fenestrato del capillare (dimensioni fenestrature: 50-100 nm), 
- membrana basale dell'endotelio capillare, 
- Membrana basale dell'endotelio della capsula di Bowmann (questa si fonde con la membrana basale dell'endotelio, si può quindi parlare di un'unica membrana) 
- e dall'epitelio della capsula di Bowmann, formato da podociti : cellule dotate di estroflessioni citoplasmatiche, definite pedicelli, tra le quali si estende un diaframma di filtrazione di 5nm di dimensione. 
Essa si occupa della formazione dell'ultrafiltrato a livello del glomerulo renale, ottenuto tramite una doppia filtrazione, prima a livello endoteliale (fenestrature di 50-100nm), poi a livello della capsula  (filtro a maglie larghe 5nm). 
Quali molecole la oltrepassano?
dipende dalle dimensioni e dalla carica:
Le molecole in grado di superare la selezione senza problemi sono quelle con massa minore di 5kDa (kilodalton) e dimensioni minori di 1nm (o 10Å, Ångström), quindi tutti gli ioni e le molecole piccole come quella dell'acqua (1Å) passano liberamente.
Se invece la massa della  molecola è compresa tra i 5 e i 70kDa, quindi tra 1 e 4nm (10 e 40Å), la filtrazione non è omogenea; 
le molecole hanno un coefficiente di filtrazione che oscilla tra 0 e 1 e ne indica la loro suscettibilità alla filtrazione. Tanto più il coefficiente di filtrazione sarà elevato, tanto maggiore sarà la quantità di quella molecola che viene filtrata. Esso è definito non solo dalle dimensioni della molecola ma anche dalla sua carica: 
prendendo come esempio l'albumina, proteina piuttosto piccola (34Å), teoricamente, in base alle dimensioni del filtro, dovrebbe attraversare la barriera di ultrafiltrazione, ma ciò non accade (il quantitativo filtrato è trascurabile) in quanto carica negativamente. Tale impossibilità di passaggio è dovuta al fatto che la membrana basale, componente della barriera, è formata da glicani polianionici, i quali respingono cariche uguali, cariche negative. il coefficiente di filtrazione dell'albumina è 0.22.